# Nicolás Barrientos
Nicolás Barrientos (Cali, 24. travnja 1987. - ) je profesionalni kolumbijski tenisač, koji se bez mnogo rezultata, natječe na mnogim ATP turnirima i pojedinačno i u parovima. Više je uspjeha imao u parovima, gdje mu je 71. mjesto na ATP ljestvici (24. listopada 2014.), uspješniji rezultat nego 264. mjesto u pojedinačnoj konkurenciji (12. kolovoza 2013.). Igra desnom rukom (dvoručni backhand), a najveći uspjeh mu je 2. krug parova na US Openu 2014.

## ATP turniri

### Parovi - finale (1)
| Br. | Nadnevak         | Turnir        | Partner              | Suparnici u finalu       | Rezultat                       |
| 6.  | 20. srpnja 2014. | Colmubia Open | Juan Sebastián Cabal | Sam Groth Chris Guccione | 6:7 (5:7) , 7:6 (7:3) , [9:11] |

## Srednjoameričke i karipske igre

### Pojedinačno - medalja (1)
| Medalja | Nadnevak | Turnir   | Suparnik u finalu | Rezultat |
| bronca  | 2014.    | Veracruz | Daniel Garza      | 6:4, 6:2 |

## Južnoameričke igre

### Parovi - finale (1)
| Medalja | Nadnevak | Turnir   | Partner          | Suparnici u finalu             | Rezultat        |
| srebro  | 2014.    | Santiago | Carlos Salamanca | Guido Andreozzi Facundo Bagnis | 6:7 (5:7) , 5:7 |